# Gray (Haute-Saône)
Gray é uma comuna francesa na região administrativa de Borgonha-Franco-Condado, no departamento de Alto Sona. Estende-se por uma área de 20,26 km². Em 2010 a comuna tinha 5 965 habitantes (densidade: 294,4 hab./km²).